# 高塚純
高塚 純（たかつか じゅん、4月10日生まれ）は、日本の女性声優、ナレーター。長崎県出身。キャラ所属。

## 出演作品

### ゲーム
- KOF MAXIMUM IMPACTシリーズ（ニノン・ベアール）
- キッズプラザ大阪（館内キャラ）
- シンプル2000 恋愛シミュレーション
- パチンコCRジュマンジ（ジュディ）

### 番組ナレーション
- KBS「京都大学ジュニアキャンパス」

### CMナレーション
- ラジオ関西契約アナウンサー
- 志摩スペイン村
- ナショナルビューティートワレ
- コンピューター総合学園HAL
- 日本ハム
- Furuta
- TVOインフォマーシャル
- 大起水産
- サティ
- フィッシングマックス
- 関西二期会
- 関西芸術振興会
- 平和堂
- 京都米
- インテックスペット博
- 国土交通省京都国道事務所
- au
- ジャパンビレッジゴルフクラブ
- 21世紀グループ

### VPナレーション
- 鴻池運輸
- アシックス
- 日本郵便
- シャープ
- JTB
- トンボ
- 辻調理師学園
- 日鉄住金鋼板
- 住友ベークライト
- 関西国際空港ムービー
- ダイハツ
- ドギーマン
- フジキン
- ユネスコ
- ラウンドワン
- 愛知万博
- クローバー
- フレッツ光
- 京都芸術高等学校
- ロイヤルパークホテル高松
- ホテルセイリュウ